# Slivarsko
Slivarsko is een plaats in de gemeente Donja Voća in de Kroatische provincie Varaždin. De plaats telt 274 inwoners (2001).